# Бэтмен навсегда
«Бэ́тмен навсегда́» (англ. Batman Forever) — американский супергеройский фильм 1995 года режиссёра Джоэля Шумахера и продюсера Тима Бёртона о персонаже DC Comics Бэтмене. Третий фильм в тетралогии, начавшейся фильмами «Бэтмен» (1989) и «Бэтмен возвращается» (1992), режиссёром которых был Тим Бёртон, и закончившейся фильмом «Бэтмен и Робин» (1997). Роль Брюса Уэйна / Бэтмена исполнил Вэл Килмер, заменивший Майкла Китона. В фильме также появился напарник главного героя — Робин (Дик Грейсон), которого сыграл Крис О’Доннелл. В фильме также снимались Томми Ли Джонс, Джим Керри, Николь Кидман, Дрю Бэрримор и Деби Мейзар.
Стилистика фильма сильно отличается от предыдущих частей, мрачная атмосфера которых была заменена более яркой и взрывной, рассчитанной на более молодую аудиторию. Это касалось и подбора актёров, и дизайна, и музыки.
«Бэтмен навсегда» получил смешанные отзывы критиков, но был коммерчески успешным в кинотеатрах, собрав более $336 млн при бюджете в $100 млн.
Сам создатель Бэтмена, Боб Кейн, выступавший творческим консультантом, назвал Вэла Килмера лучшим воплощением супергероя на экране. Однако следует учитывать, что Кейн умер в 1998 году, не увидев последующие воплощения Бэтмена, кроме исполнения Джорджа Клуни в следующем фильме серии «Бэтмен и Робин» (1997).
Слоган фильма: «Courage now, truth always…» (с англ. — «Мужество сейчас, правда — всегда…»).

## Сюжет
Фильм начинается с того, что Бэтмен не успевает одолеть Двуликого, это вторая сущность бывшего окружного прокурора Готэма Харви Дента (Томми Ли Джонс), который удерживает одного заложника в банке, рассчитывая заманить Бэтмена в ловушку. Бэтмен спасает заложника, но Двуликому удаётся уйти.
Учёный Эдвард Нигма (Джим Керри), работающий в корпорации «Уэйн Энтерпрайзис», разработал прибор, познающий разум людей. Разработка была отвергнута Брюсом Уэйном, но упрямый Нигма намерен доказать её полезность, поэтому продолжает работать над ней ночами. Когда сотрудник фирмы Фрэд Стикли (Бегли-мл.) случайно обнаруживает это, то увольняет Нигму. В ответ Нигма похищает Стикли и проводит на нём свой эксперимент, который увеличивает интеллект Нигмы. После проведения опыта Нигма убивает Стикли и подделывает записи с камер видеонаблюдения так, чтобы смерть Стикли выглядела как самоубийство, а потом делает первую загадку.
Нигма находит дом Уэйна и оставляет загадку. Брюс Уэйн приходит к психиатру Чейс Меридиан (Николь Кидман) и просит её разобраться с загадками, которые постоянно кто-то оставляет у его особняка, после чего приглашает её в цирк. Во время представления врывается Двуликий со своими наёмниками и устанавливает бомбу. Он угрожает взорвать бомбу, если Бэтмен не появится на мероприятии и не снимет свою маску. Уэйн пытается признаться Двуликому о своей второй сущности, но его голос не слышен в общем шуме толпы. Тем временем семья цирковых акробатов «Летающие Грейсоны» трудится над обезвреживанием бомбы через отверстие в куполе цирка. Самый младший из них, Дик (Крис О’Доннел), опережает свою семью, выталкивает бомбу через крышу и выбрасывает в реку. Когда он возвращается в цирк, то обнаруживает, что Двуликий уже убил его семью и скрылся. Уэйн чувствует свою ответственность за судьбу осиротевшего Дика и приглашает его жить в своём особняке. Дик заявляет о намерении отомстить Двуликому за смерть своей семьи. Когда он узнаёт, что Уэйн и есть Бэтмен, сразу настаивает на том, чтоб стать помощником борца с преступностью и таким образом достичь намеченной цели. Уэйн после размышлений неохотно соглашается, и Дик берёт себе по совету дворецкого Альфреда (Майкл Гоф) имя «Робин» (англ. Robin — малиновка).
В это время Нигма, вдохновившись нападением Двуликого на цирк, которое увидел по телевизору, придумывает себе вторую сущность Загадочника — мастера головоломок и ребусов. Он усовершенствует свой манипулятор сознанием и создаёт на его основе устройство, передающее сигнал из человеческого мозга и в него и предоставляющее возможность телепатически транслировать разум людей. Однако побочным эффектом изобретения является то, что Нигма способен читать мысли человека, принимающего такой сигнал, и за его счёт увеличивать свой интеллект. Обещая применить своё изобретение для разоблачения Бэтмена, Загадочник объединяет свои силы с Двуликим, тот по привычке применяет монетку. В качестве Эдварда Нигмы он убеждает ничего не подозревающего Брюса Уэйна опробовать прибор и таким образом узнаёт о его второй сущности. Дик убеждает Бэтмена, что он уже его напарник. Двуликий пытается убить Бэтмена-Уэйна, но появление Дика, переодетого в свой акробатический костюм, нарушает его план. Зная об истинном лице Бэтмена, злодеи встречаются около дома Уэйна. Загадочник взрывает тайное убежище Бэтмена, а Двуликий похищает Чейс.
Бэтмен, разгадав головоломку, спешит одолеть негодяев, но тут приходит Дик Грейсон в супергеройском костюме, назвавшись Робином. Они находят пристанище Загадочника. Во время нападения на его логово Робин вступает в схватку с Двуликим и побеждает его. Вместо того, чтобы позволить Двуликому умереть, Робин спасает его, но тот берёт Робина в плен к Нигме. Когда Бэтмену удаётся добраться до места назначения, он обнаруживает, что Двуликий и Загадочник удерживают доктора Чейс Меридиан и Робина в качестве заложников. Загадочник предлагает Бэтмену спасти на выбор одного из заложников, но Бэтмену удаётся спасти обоих. Попутно он уничтожает аппарат для сбора мозговых сигналов, вследствие чего Нигма теряет как уже приобретённый ранее разум, так и свой собственный. Бэтмен вынуждает Харви подбросить монетку, чтобы решить, что с ними делать. Двуликий так и делает, но Бэтмен внезапно кидает ему в лицо горсть монет, и Дент, от неожиданности потеряв равновесие, падает в шахту и погибает, разбившись насмерть. После этого главный герой открыто заявляет Нигме, находящемуся в шоковом состоянии, что его зовут и Брюсом Уэйном, и Бэтменом, а затем воздействует на сознание Эдварда.
Загадочника заточают в лечебницу Аркхем, и доктора Меридиан просят наблюдать за его состоянием. Нигма в камере окончательно сходит с ума, постоянно твердя, что он — Бэтмен. В финале Чейс встречается с Брюсом и говорит ему, что его тайне ничего не угрожает.

## В ролях
| Актёр          | Роль                           |
| -------------- | ------------------------------ |
| Вэл Килмер     | Брюс Уэйн / Бэтмен             |
| Томми Ли Джонс | Харви Дент / Двуликий          |
| Джим Керри     | Эдвард Нигма / Загадочник      |
| Николь Кидман  | доктор Чейс Меридиан           |
| Крис О’Доннелл | Дик Грейсон / Робин            |
| Майкл Гоф      | дворецкий Альфред Пенниуорт    |
| Пэт Хингл      | комиссар Джеймс Гордон         |
| Дрю Бэрримор   | ассистентка Двуликого Сахарок  |
| Деби Мейзар    | ассистентка Двуликого Перчинка |
| Рене Обержонуа | доктор Бёртон                  |

## Кассовые сборы
Согласно данным Box Office Mojo, мировые сборы фильма составили $336 567 158, из них $184 069 126 в США и Канаде, и $152 498 032 на других территориях (второе место по итогам 1995 года, вслед за «Историей игрушек»).

## Номинации
- «Оскар» 1996
  - Номинации (3)
    - «Лучшая работа оператора» (Стивен Голдблатт)
    - «Лучший звук» (Дональд Митчелл, Майкл Хербик, Фрэнк Монтаньо, Петур Лиддал)
    - «Лучший монтаж звука» (Джон Левек и Брюс Стэнблер)
- Премия «MTV» 1996
  - Номинации (6)
    - «Самый желанный мужчина» (Вэл Килмер)
    - «Самая желанная женщина» (Николь Кидман)
    - «Лучший злодей» (Томми Ли Джонс)
    - «Лучший злодей» (Джим Керри)
    - «Лучшая песня» «Kiss From a Rose»
    - «Лучшая песня» «Hold Me, Thrill Me, Kiss Me, Kill Me»
- «Сатурн» 1996
  - Номинации (4)
    - «Лучший фильм — фэнтези»
    - «Лучшие костюмы»
    - «Лучшие спецэффекты»
    - «Лучший грим»
- «Золотой глобус» 1996
  - Номинация (1)
    - «Лучшая песня» «Hold Me, Thrill Me, Kiss Me, Kill Me»
- «Золотая малина» 1996
  - Номинация (1)
    - «Худшая песня» «Hold Me, Thrill Me, Kiss Me, Kill Me»

## Видеоигры
По фильму были созданы две игры в жанре Beat ’em up: «Batman Forever» (1995) и «Batman Forever: The Arcade Game» (1996).

## Удалённые сцены и режиссёрская версия
Театральная версия фильма претерпела значительные изменения, и руководство студии «пустило под нож» огромное количество отснятых сцен. Изначально Шумахер планировал сохранить мрачную и готическую атмосферу в знак уважения к предыдущим фильмам Бёртона, а также углубиться в психологию Бэтмена, его мотивы и желания. Известно что изначально фильм начинался не с переодевания Брюса в костюм, а с довольно жуткой и тревожной сцены побега Двуликого из Аркхема (данная сцена была опубликована только в 2005-м году). Помимо всего этого, Брюса должны были мучить кошмары про смерть родителей и «существо», живущее в пещере. Была отснята по крайней мере одна сцена, где Брюс встречается лицом к лицу с антропоморфным монстром в форме летучей мыши, что и символизировало те самые страхи Уэйна. Имелась расширенная версия боя между Бэтменом и Двуликим, где второй утверждает что он «тоже убийца» (что, вероятнее всего, отсылает к предыдущим фильмам Бёртона, где от рук героя так или иначе погибали противники). Сцена битвы между Робином и Двуликим на Острове Когтя должна была быть ещё длиннее. Больше личных сцен между Брюсом и Диком. Была отснята сцена, где Брюс обнаруживает дневник отца и понимает, что не виноват в смерти своих родителей и рано или поздно их всё равно бы убили. Также утверждалось, что были удалены многие сцены с Загадочником Джима Керри, включая и ту, где он строил свою фабрику и усыплял Чейс Меридиан. Оригинальная версия фильма содержала более триумфальную концовку, где по зову бэт-сигнала Бэтмен и Робин стоят на крыше у гаргульи. Фильм планировался как логическая концовка предыдущих проектов Бёртона, и Шумахер строил дальнейшие планы на экранизацию «Бэтмен: Год Первый», однако, как и в случае со вторым фильмом, студия посчитала атмосферу слишком мрачной, что могло усложнить продажу игрушек и мерчендайза, в результате чего было вырезано более 40 минут хронометража, которые так и не вошли в театральную версию.
В 2020 году, после выхода оригинальной версии «Лиги Справедливости» Зака Снайдера и смерти Шумахера начались различные спекуляции и слухи про оригинальную версию фильма. 16 июня был запущен флэшмоб #ReleaseTheSchumacherCut, который призывал выпустить фильм. 21 июня движение поддержал сам Кевин Конрой, который просил выпустить фильм. 4 июля Марк Бернандер и Кевин Смит также подтвердили существование оригинальной версии Шумахера, где упоминается что фильм длился 170 минут (театральная версия длилась 129 минут). 10 июля киностудия Warner Bros подтвердила существование «Шумахер-ката», однако журнал Variety поставил под сомнение вероятность выхода картины, так как, по их мнению, студия не заинтересована в выпуске фильма. Кроме того, представители Warner Bros даже не знают, смогла ли сохраниться эта версия за последние 25 лет.
2 марта 2021 года сценарист фильма Акива Голдсман в своём интервью заявил, что посмотрел оригинальную версию фильма Шумахера (под рабочим названием «Preview Cut One»), и высказался о фильме с восторгом, назвав его «психологическим исследованием вины и стыда».
— «Кстати, „Бэтмен навсегда“ все ещё ждёт своего возрождения, и мне действительно интересно, выйдет ли оригинальная версия фильма. Потому что я видел её недавно, самую первую, которая называлась Preview Cut One. И это было действительно мрачно», — заявил Голдсман.